# 喜屋武眞榮
喜屋武 眞榮（きゃん しんえい、1912年7月25日 - 1997年7月16日）は、日本の教育者、活動家、政治家、武道家。
沖縄県出身。米軍統治下にあった沖縄を日本本土に返還させる「祖国復帰」運動の先頭に立った。
復帰後は参議院議員（5期）を務めた。「沖縄革新共闘」の候補者として、革新統一運動の象徴的存在だった。
小学生のころ恩師でサイの名人であった喜納昌盛にあこがれ武道を習いはじめた。松林流空手の創始者であった長嶺将真師範の高弟として、その創世期にかけて多大な貢献をした。松林流九段。世界松林流空手道連盟副会長 も務めた。「空手は殺すものではなく、生かすものだ」の言葉を遺している。沖縄古武道の釵を使わせたら世界一とも称された。現在、喜屋武の創作した釵の形は「喜屋武の釵」として、世界中の多くの沖縄古武道修行者によって継承されている。棒術は金城大筑、大城朝恕の系統を受け継いでいる。新垣清の無想会に伝わる棒の形である「白太郎（白樽）の棍」は喜屋武から伝承された。
また、琉球舞踊など、沖縄の伝統文化を普及・継承する活動も行った。

## 経歴
- 1912年（明治45年） - 北中城村比嘉で生まれる。
- 沖縄師範学校卒業
- 1946年（昭和21年）- 沖縄民政府文教部視学官となり、各地の学校を訪問して、教育指導にあたる。
- 1953年（昭和28年）- 屋良朝苗とともに戦災校舎復興募金のため、全国行脚。屋良の右腕として復帰運動に尽力。
- 1961年（昭和36年）- 沖縄教職員会事務局長
- 1962年（昭和37年）- 沖縄祖国復帰協議会会長、沖縄県山内中学校の校歌を作詞。
- 1968年（昭和43年）- 沖縄教職員会会長
- 1970年（昭和45年）- 参議院国政参加選挙初当選
- 1974年（昭和49年）- 第10回参議院議員通常選挙再選
- 1980年（昭和55年）- 第12回参議院議員通常選挙当選（3期目）
- 1982年（昭和57年）- 任期途中で沖縄県知事選挙に立候補、落選
- 1983年（昭和58年）- 第13回参議院議員通常選挙当選（4期目）
- 1984年（昭和59年）- 参議院会派「参議院の会」から青島幸男、コロムビア・トップ（下村泰）と共に離脱し「二院クラブ・革新共闘」を立ち上げ、その代表となる。
- 1989年（平成元年）- 第15回参議院議員通常選挙当選（5期目）
- 1995年（平成7年）-政界引退、沖縄県功労者賞を受賞。勲二等旭日重光章受章[5]。参院選の後継をめぐっては照屋寛徳を推す新進党・日本社会党・公明・沖縄社会大衆党らと、外間久子（後に沖縄県議）を推す日本共産党の間で対立。喜屋武は外間を支援した。

## 著作
- 『戦後の沖縄を創った人―屋良朝苗伝』（同時代社、1997年） - 刊行は喜屋武の没後。